# Mohd Faiz Subri
Mohd Faiz bin Subri (Kedah, 8 de noviembre de 1987) es un futbolista malasio que juega como centrocampista ofensivo o delantero en el Kuala Kangsar FC de la Liga M3 de Malasia.
Es conocido por su gol de tiro libre que le valió el Premio Puskás de la FIFA 2016.

## Vida personal
Es el tercero de cinco hermanos. Recibió su educación primaria y secundaria en Kedah, en Sekolah Kebangsaan Tengku Laksamana y Sekolah Menengah Kebangsaan Permatang Bonglai respectivamente, antes de trasladarse a Sekolah Menengah Teknik Arau en Perlis.

## Trayectoria

### Kedah, Tambun Tulang, Perlis y T – Team
Empezó su carrera futbolística jugando para el equipo juvenil de Kedah en 2006. En 2009 firmó con el Tambun Tulang de la Liga FAM. Hizo 14 apariciones en y 6 goles en la liga durante su temporada con el club. 
En 2010 firmó con el Perlis de la Superliga de Malasia donde jugó durante dos temporadas antes de decidir dejar el club por el T - Team para el cual firmó un contrato de un año.

### Kelantan y Terengganu
En 2013 firmó un contrato de un año con Kelantan FA junto con su excompañero Zairo Anuar, donde marcó un gol contra un club de fútbol vietnamita, SHB Đà Nẵng en el partido de la fase de grupos de la Copa AFC. Faiz hizo con éxito 28 apariciones y 5 goles para Kelantan antes de su partida al final de la temporada 2013.
En 2014 firmó un contrato de un año con Terengganu FA. Logró hacer 14 apariciones y 1 gol durante su temporada

### Penang
Después de acortar su estancia en Terengganu FA, firmó un contrato con Penang FA junto con su compañero de equipo en Terengganu FA Mazlizam Mohamad. Ayudó al club a obtener el segundo lugar en la Liga Premier de Malasia de 2015 y en consecuencia, el equipo fue ascendido a la Superliga de Malasia de 2016.
El 16 de febrero de 2016, Faiz anotó un increíble gol de tiro libre en la victoria por 4-1 sobre Pahang FA en el City Stadium de George Town. Videos de su tiro libre pronto se volvieron virales en las redes sociales, y fue nominado por la Asociación de Fútbol de Malasia para el Premio Puskás ese mismo año.
En 2017 recibió el Premio Puskás por ese gol de tiro libre, convirtiéndose en el primer asiático en ganar el premio internacional al mejor gol del año.

## Selección nacional
Fue llamado por primera vez a la Selección de fútbol de Malasia en 2012 y 2013 con Rajagopal Krishnasamy como entrenador, pero nunca apareció en ninguna convocatoria. Después de un buen desempeño en 2015 con el Penang, fue llamado a la selección nacional en agosto de 2015 bajo la dirección del entrenador Dollah Salleh.

## Premio Puskás 2016
El 16 de febrero de 2016, durante el partido de la Superliga de Malasia de 2016 entre Penang y Pahang en el City Stadium de George Town en Penang, Faiz anotó un increíble tiro libre que posteriormente se volvió viral en las redes sociales por su «vuelo que desafía la física». El tiro libre que lanzó fue descrito como «un viraje tan perverso que el portero ... no tuvo ninguna posibilidad».
El gol de tiro libre que marcó fue nominado para el Premio Puskás ese mismo año por la Asociación de Fútbol de Malasia, siendo la nominación aceptada por la FIFA y posteriormente, Faiz llegó a la lista de los tres primeros finalistas para el Premio Puskás, superando a estrellas profesionales como Lionel Messi y Neymar.
El 9 de enero de 2017 Faiz recibió el premio Puskás durante los Premios The Best de la FIFA en Zúrich (Suiza). Obtuvo casi el 60% de los votos en línea, mientras que el brasileño Johnath Marlone y la venezolana Daniuska Rodríguez ocuparon el segundo y tercer lugar respectivamente.  

## Palmarés

### Clubes
Kelantan
- Copa FA de Malasia: 2013
- Copa de Malasia: Subcampeón 2013

Penang
- Premier League de Malasia: Promoción 2015

### Distinciones individuales
- Premio Puskás: 2016
- Jugador del mes de PFAM: febrero de 2016
- Premio especial FAM: 2016